# مخزن امیه
مخزن امیه یک سیستم کاتتر داخل بطنی است که می‌تواند برای آسپیراسیون مایع مغزی نخاعی یا برای دارورسانی (به عنوان مثال شیمی درمانی) به مایع مغزی نخاعی استفاده شود. این شامل یک کاتتر در یک بطن جانبی متصل به مخزنی است که در زیر پوست سر کاشته شده‌است. این روش دارورسانی برای درمان تومورهای مغزی، لوسمی/لنفوم یا بیماری شامگان با تزریق درون نخاعی استفاده می‌شود.
داروهایی که به این طریق مصرف می‌شوند نباید اثر سوء یا حساسیتی در سیستم عصبی مرکزی ایجاد نمایند.
داروی مخصوص شیمی‌درمانی برای از بین بردن تومور مغزی ممکن است مستقیماً در مایع مغزی‌نخاعی در بطن‌های مغز وارد شود. این دارو بوسیله مخزن اومایا وارد مغز می‌شود. اومایا یک مخزن کوچک با لوله‌ای کوتاه می‌باشد که در حین جراحی استفاده می‌شود. داروی مخصوص شیمی‌درمانی با استفاده از یک سوزن کوچک از راه سر وارد مخزن اومایا می‌شود.
در ابتدا در سال ۱۹۶۳ توسط ایوب کی امیه ، جراح مغز و اعصاب پاکستانی-آمریکایی اختراع شد.